# Excimer

Diagrama energetică a unui excimer

Un excimer (inițial provenind de la engleză excited dimer, dimer excitat) este o moleculă poliatomică cu durată scurtă de viață formată din două specii chimice care nu formează o moleculă stabilă în starea fundamentală. În acest caz, formarea moleculelor este posibilă numai dacă respectivul atom se află într-o stare electronică excitată. Moleculele heteronucleare și moleculele care au mai mult de două specii se mai numesc molecule exciplex (inițial provenind de la engleză excited complex, complex excitat). 
Excimerii sunt adesea diatomici și sunt compuși din doi atomi sau molecule care nu s-ar lega dacă ambii ar fi în starea fundamentală. Durata de viață a unui excimer este foarte scurtă, de ordinul nanosecundelor.